# Código de Comercio de la República Argentina
El Código de Comercio de la República Argentina fue el cuerpo legal que reguló las bases del comercio, los actos de comercio, la consideración legal de comerciante, entre otras materias mercantiles, en todo el territorio de la República Argentina, desde el 10 de septiembre de 1862, hasta el 1 de agosto de 2015, cuando entró en vigencia el Código Civil y Comercial de la Nación.

## Historia

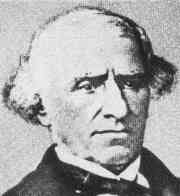
Dalmacio Vélez Sarsfield, uno de sus redactores.

El Código fue redactado por los juristas Eduardo Acevedo, de nacionalidad uruguaya y el argentino Dalmacio Vélez Sarsfield en 1858, sancionado en 1859 y fue originalmente utilizado para regir en el entonces Estado de Buenos Aires que estaba separado del resto de las provincias reunidas en la Confederación Argentina. Ante la falta de una legislación nacional, algunas provincias adoptaron el código de Buenos Aires, mientras que otras se rigieron por el español de 1829.
Al unificarse la Argentina en 1862, el mencionado Código fue declarado por el Congreso nacional, mediante la ley n.º 15, como nacional, y pasó a regir en todo el país. La demora se explica por los medios de transporte que existían en ese tiempo.
Como al tiempo de ser redactado no había en Argentina un Código Civil, los autores incluyeron muchas disposiciones de esta materia en el Código de Comercio. Por eso cuando en 1871 comenzó a regir el Código Civil elaborado por Vélez Sarsfield, se hizo necesario adaptarlo a la nueva legislación, lo que, después de varios intentos, se concretó en 1889 en base al proyecto elaborado por la Comisión de Códigos de la Cámara de Diputados.
El 5 de octubre de 1889 el Congreso aprobó una reforma al Código, mediante la ley 2637, que incluía la nueva Ley de Quiebras, las ordenanzas de la Aduana, la ley sobre garantías o certificados del depósito y las leyes de patentes de invención a marcas. La nueva versión entró en vigencia el 1 de mayo de 1890.
Durante el siglo XX tuvo nuevas modificaciones, entre ellas las relativas al régimen del cheque y la letra de cambio, prenda con registro, regulación de las sociedades comerciales y en materia de concursos y quiebras.
El código de 1862, reformado en 1889, es el que, con modificaciones ulteriores, rigió en Argentina hasta el 1 de agosto de 2015, cuando entró en vigencia el Código Civil y Comercial de la Nación.

## Actos de comercio
En el artículo 8 se enumeran de forma no taxativa, mediante once incisos y utilizando el criterio objetivo, los actos considerados como actos de comercio en la Argentina, incluyéndose no sólo los bienes materiales sino también derechos sobre los mismos, sueldos de comerciantes, etc. Los incisos del art. 8 son:

1. Toda adquisición a título oneroso de una cosa mueble o de un derecho sobre ella, para lucrar con su enajenación, bien sea en el mismo estado que se adquirió o después de darle otra forma de mayor o menor valor;
2. La transmisión a que se refiere el inciso anterior;
3. Toda operación de cambio, banco, corretaje o remate;
4. Toda negociación sobre letras de cambio o de plaza, cheques o cualquier otro género de papel endosable o al portador;
5. Las empresas de fábricas, comisiones, mandatos comerciales, depósitos o transportes de mercaderías o personas por agua o por tierra;
6. Los seguros y las sociedades anónimas, sea cual fuere su objeto;
7. Los fletamentos, construcción, compra o venta de buques, aparejos, provisiones y todo lo relativo al comercio marítimo;
8. Las operaciones de los factores tenedores de libros y otros empleados de los comerciantes, en cuanto concierne al comercio del negociante de quien dependen;
9. Las convenciones sobre salarios de dependientes y otros empleados de los comerciantes;
10. Las cartas de crédito, fianzas, prenda y demás accesorios de una operación comercial;
11. Los demás actos especialmente legislados en este Código.

## Estatuto legal de comerciante
Para poder ser considerado legalmente comerciante se deben seguir los siguientes requisitos:
- Capacidad legal para contratar: Ser mayor de 18 años, o menor emancipado
- Ejercer por cuenta propia actos de comercio.
- Hacer del comercio su profesión habitual, aquella la cual es la principal fuente de ingresos del individuo.

Legalmente un individuo no es considerado comerciante, aunque cumpla con los anteriores puntos, entre otras cosas si:
- Padece enfermedades o afecciones mentales graves, tales como demencia o deficiencia, declaradas en juicio.
- Es sordo-mudo y no sabe darse a atender por escrito.
- Es clérigo.
- Es juez o magistrado civil dentro de su jurisdicción.
- Es quebrado declarado en juicio y no rehabilitado legalmente.
- Es convicto o tiene abiertas causas penales.